# موكادور الصويرة
موكادور الصويرة هو رابع مُنتجع فخم في إطار مخطط المغرب الأزرق، حيث يقع على مساحة 5,700,000 متر مربع ويشمل ملعبي غولف مع المزيد من المنازل والفنادق. يقع جنوب مدينة الصويرة على مساحة 600 هكتار. المشروع تم تكليفه إلى مجموعة من المطورين الفرنسيين و البلجيكيين توماس & بيرون، كولبير شركة مصفاة نفط عمان، ورشة العمل المسؤولة عن بناء وتسويق المنتجات العقارية ومجموعة من البنى التحتية التابعة لمجموعة أكور الفرنسية، المسؤولة عن إدارة الفنادق.
الموقع سوف يشمل الشقق والفلل السياحية، وحوالي 6800 سرير في الفنادق و3 ملاعب للغولف بما مجموعه 18 حفرة ومركز للتسوق وأنشطة ترفيهية وحديقة ومركز فضاء ومركز للرياضات المائية، وما إلى ذلك.
- الافتتاح في أيار / مايو 2006.
- أول فندق أُفتُتح في نهاية عام 2009.
- افتتاح فندق سوفيتيل الصويرة موكادور جولف آند سبا في الأول من آذار / مارس 2011.
- انتهت الأشغال فيه سنة 2013.

## وصلات خارجية
- الموقع الرسمي
- .السياحة.gov.بلدي " رؤية 2010 المستقبل "